# São José da Vitória

São José da Vitória este un oraș în statul Bahia (BA) din Brazilia.